# 维克托·伊格纳托夫
维克托·亚历山德罗维奇·伊格纳托夫（羅馬化：Viktor Aleksandrovich Ignatov；1968年10月15日—）是俄罗斯政治人物，第七届和第八届国家杜马的代表。
1993年大学毕业后，伊格纳托夫开始担任国家杜马议员伊万·斯塔里科夫的助理。1997年12月21日，伊格纳托夫当选为第二届新西伯利亚立法议会议员。2000年，他被任命为新西伯利亚州州长顾问。2001年至2004年，他担任新西伯利亚州选区联邦委员会议员。2005年12月11日，他当选为第四届新西伯利亚立法议会议员。2014年5月，他出任新西伯利亚市第一副市长。
2016年9月，伊格纳托夫当选为新西伯利亚州选区第七届国家杜马代表。2021年9月起担任第八届国家杜马代表。

## 伊格纳托夫
巴赫梅季耶夫于2022年因俄乌战争而受到英国政府制裁。